# Borci (Bułgaria)
Borci (bułg. Борци) – wieś w Bułgarii, w obwodzie Szumen, w gminie Wenec. W 2024 roku liczyła 670 mieszkańców.